# Włodarze i prezydenci Gdyni

## Władze do 1939 roku
- 1918–1926 – Jan Radtke, wójt
- 1926–1928 – Augustyn Krauze, burmistrz
- 1928–1929 – Hilary Ewert-Krzemieniewski, burmistrz
- 1929–1931 – Mieczysław Bilek, prezydent
- 1931 – Bronisław Biały, komisarz rządu
- 1931–1932 – Zygmunt Zabierzowski, komisarz rządu
- 1932–1933 – Seweryn Czerwiński, komisarz rządu
- 1933–1939 – Franciszek Sokół, komisarz rządu
- 1939 – Lucjan Skupień, p.o. komisarza rządu

## Okupacja niemiecka 1939-1945
- 1939–1945 – Horst Schlichting, nadburmistrz

## Władze od 1945 roku
- 1945 – Anatol Zbaraski, samozwańczy prezydent[a][1]
- 1945–1950 – Henryk Zakrzewski, prezydent
- 1950–1952 – Antoni Kozłowski, przewodniczący Prezydium MRN
- 1952 – Alfred Miller, przewodniczący Prezydium MRN
- 1952–1954 – Jan Depak, przewodniczący Prezydium MRN
- 1954–1959 – Konstanty Rek, przewodniczący Prezydium MRN
- 1959–1968 – Mieczysław Wójcik, przewodniczący Prezydium MRN
- 1968–1969 – Teodor Czapczyk, przewodniczący Prezydium MRN
- 1969–1973 – Jan Mariański, przewodniczący Prezydium MRN
- 1973–1979 – Aleksy Latra, prezydent
- 1979–1985 – Jan Krzeczkowski, prezydent
- 1985–1990 – Zbigniew Biernat, prezydent
- 1990 – Zbigniew Koriat, prezydent

## Władze po 1990 roku
- 1990–1998 – Franciszka Cegielska, prezydentka
- 1998–2024 – Wojciech Szczurek, prezydent
- od 2024 – Aleksandra Kosiorek, prezydentka[2]